# Weingaertneriella longiseta
Weingaertneriella longiseta là một loài ruồi trong họ Tachinidae.